# Ermershausen
Ermershausen er en kommune i Landkreis Haßberge i Regierungsbezirk Unterfranken i den tyske delstat Bayern. Den er en del af Verwaltungsgemeinschaft Hofheim in Unterfranken

## Geografi
Kommunen ligger i Naturpark Haßberge, og grænser op til delstaten Thüringen (Schweickershausen i Landkreis Hildburghausen).